# باشگاه فوتبال فیلکیر
فیلکیر(Fylkir) باشگاهی ورزشی واقع در آربائر() ، منطقه ای در جنوب شرق ریکیاویک پایتخت ایسلند است.
این باشگاه در ۲۸ مه ۱۹۶۷ توسط عده‌ای جوان فوتبالدوست که عشق فراوانی به مسافرت و انجام مسابقه با محله‌های همسایه خود داشتند پایه‌گذاری گردید. در ابتدای تأسیس، تأکید ویژه باشگاه فقط کار در رده جوانان بود بنابراین در رده بزرگسالان فعالیتی نداشت. نام اولیه باشگاه ک اس آ (KSA) بود که البته بعدها با رأی‌گیری از اعضا به نام کنونی یعنی فیلکیر تغییر پیدا نمود.
تیم بزرگسالان این باشگاه نخستین بار در ۱۹۷۳ پا به عرصه گذاشت و در همان سال در رقابت‌های لیگ سوم ایسلند به مقام دوم رسید.
باشگاه فیلکیر موفق به حضور در جام یوفا ، جام اینترتوتو و لیگ اروپا شده‌است. این باشگاه در کنار فوتبال در رشته‌های کاراته ، والیبال ، هندبال و ژیمناستیک نیز فعالیت دارد.